# Гнилая Россошь
Гнилая Россошь (Песчанка) — река в России, протекает по Воронежской области. Правый приток реки Россошь.

## География
Река берёт начало у села Коденцово южнее посёлка городского типа Каменка. Течёт в южном направлении по открытой степной местности. Устье реки находится у хутора Петропавловка в 28 км по правому берегу реки Россошь. Длина реки составляет 31 км, площадь водосборного бассейна — 440 км².

## Данные водного реестра
По данным государственного водного реестра России относится к Донскому бассейновому округу, водохозяйственный участок реки — Дон от города Павловск и до устья реки Хопёр, без реки Подгорная, речной подбассейн реки — бассейны притоков Дона до впадения Хопра. Речной бассейн реки — Дон (российская часть бассейна).
Код объекта в государственном водном реестре — 05010101212107000004454.